# Samsung Galaxy Note 9
Samsung Galaxy Note 9 (stylizováno jako Samsung Galaxy Note9) je mobilní telefon (phablet) s operačním systémem Android (Verze 8.0 Oreo). Vyrobený byl společností Samsung Electronics. Do prodeje byl uveden 9. srpna 2018 jako nástupce Samsung Galaxy Note 8. Společností Consumer Reports byl roku 2018 vyznamenán cenou „Mobil roku”.